# Este ethyl acid omega-3
Este ethyl acid omega-3 là acid béo Omega-3 acid eicosapentaenoic (EPA) và acid docosahexaenoic (DHA) có trong dầu cá. Cùng với thay đổi chế độ ăn uống, chúng được sử dụng để điều trị triglyceride máu cao có thể làm giảm nguy cơ viêm tụy. Chúng thường ít được ưa thích hơn statin và việc sử dụng không được NHS Scotland khuyến nghị vì bằng chứng cho thấy thuốc không hỗ trợ giảm nguy cơ mắc bệnh tim. Este ethyl acid omega-3 được uống bằng miệng.
Các tác dụng phụ thường gặp bao gồm ợ hơi, buồn nôn và đau bụng. Tác dụng phụ nghiêm trọng có thể bao gồm các vấn đề về gan và sốc phản vệ. Mặc dù sử dụng trong thai kỳ chưa được nghiên cứu kỹ, một số acid béo omega-3 có vẻ có lợi. Cách thức hoạt động của chất này chưa được nghiên cứu hoàn toàn rõ ràng.
Thuốc ethyl ester acid omega-3 đã được phê duyệt cho sử dụng y tế ở châu Âu vào năm 2000 và tại Hoa Kỳ vào năm 2004. Nó có sẵn như là một loại thuốc chung chung và qua quầy. Nguồn cung cấp một tháng tại Vương quốc Anh tiêu tốn của NHS khoảng 6 bảng Anh vào năm 2019. Tại Hoa Kỳ, chi phí bán buôn của số thuốc này là khoảng 7,50 USD. Năm 2016, đây là loại thuốc được kê đơn nhiều thứ 139 tại Hoa Kỳ với hơn 4 triệu đơn thuốc.

## Sử dụng trong y tế
Este ethyl acid omega-3 được sử dụng cùng với những thay đổi trong chế độ ăn uống để giảm mức chất béo trung tính ở người lớn bị nặng (500 mg/dL) tăng triglyceride máu. Ở các thị trường châu Âu và các thị trường lớn khác ngoài Hoa Kỳ, este ethyl acid omega-3 được chỉ định điều trị tăng triglyceride máu hoặc kết hợp với statin cho những người bị rối loạn lipid máu hỗn hợp.